# Ітако (Ібаракі)

35°56′50″ пн. ш. 140°33′19″ сх. д. / 35.94722° пн. ш. 140.55528° сх. д.
Ітако́ (яп. 潮来市, いたこし, МФА: [itako ɕi̥]) — місто в Японії, в префектурі Ібаракі.

## Короткі відомості
Розташоване в південно-східній частині префектури, в дельті річки Тоне, в районі озер Касуміґаура і Кітаура. Виникло на основі середньовічного поселення на шляху до трьох синтоїстських святилищ Касіми, Каторі та Ісукі. В ранньому новому часі стало великим річковим портом. Отримало статус міста 1 квітня 2001 року. Основою економіки Ітако є сільське господарство, рисівництво, туризм. Станом на 1 жовтня 2007 площа міста становила 62,67 км². Станом на 1 серпня 2008 населення міста становило 30 975 осіб.